# Religiösa samfund och religiösa byggnader i Skellefteå kommun
Religion i Skellefteå kommun avser religiösa samfund och religiösa byggnader som finns eller funnits i Skellefteå kommun efter dess bildande 1971.

## Bakgrund
Den lutherska statskyrkan dominerade bygderna i Norrland fram till början av 1800-talet då väckelserörelsen tog fart genom bland annat Norrlandsläseriet och Norrlandsväckelsen. Denna kom att leda till stora förändringar inom det kristna Sverige.
Bakgrunden till att väckelserörelsen fick starkt fäste i Norr- och Västerbotten var den tradition av byabön man praktiserat sedan 1600-talet där kyrkan uppmuntrade till andaktsstunder samtidigt som människor på grund av långa avstånd undslapp krav på kyrklig närvaro varje helg. 
Även om Piteå ursprungligen var centralort för väckelserörelsen spred den sig till bland annat  Skelleftebygden. Väckelserörelsen växte  framförallt i Skelleftebygdens utkanter, i synnerhet i norra delarna av Skellefteå socken.
En strid utbröt mellan läsarna inom väckelserörelsen och kyrkans präster – det så kallade ”problematiska läseriet” ledde till debatter i både riksdagen och media. 
Väckelserörelsen kom att ha en betydande inverkan på Sveriges sociala, politiska och kulturella utveckling. Gemensamt för de olika kyrkorna är att "de kollektivt strävat efter att förändra sociala förhållanden, ofta i opposition mot staten". Som exempel på frikyrkor och inomkyrkliga väckelser som i väckelserörelsens spår etablerade sig i norra Sverige kan nämnas:
- Svenska Baptistsamfundet
- Evangeliska fosterlandsstiftelsen (EFS)
- Svenska Missionsförbundet
- Frälsningsarmén
- Pingstkyrkan
- Laestadianism

Av SOU 1972:20 framgår att läsarna i Skellefteå och Jörn läste mer "religiösa böcker och böcker om religion och filosofi" än andra undersökta områden. Totalt hade mellan 12 och 14 procent läst sådana böcker. Förklaringen uppgavs vara att befolkningen var medlemmar i någon religiös organisation och att de oftare gick i kyrkan än på andra jämförda orter där motsvarande siffra var omkring en procent.

## Religiösa samfund
70 procent av invånarna i kommunen var medlemmar i Svenska kyrkan 2019 som består av fem församlingar – Byske-Fällfors, Kågedalens, Jörn-Bolidens, Sankt Olovs församling och Skellefteå landsförsamling. I kommunen finns också dess missionsrörelse Evangeliska Fosterlandsstiftelsen (EFS).
Katolska kyrkan finns representerad genom Sankta Maria katolska kapellförsamling. År 2021 fick församlingen överge sin dåvarande kyrka som de haft i 27 år med anledning av byggandet av Norrbotniabanan. Församlingen köpte då Sjungande Dalens kyrka av Svenska kyrkan. Sveriges Radio skrev 2023 att "Församlingen har ökat enormt de senaste åren, tack vare ny industri i Skellefteå som lockar arbetare från hela världen".
Pingstkyrkan i Skellefteå bildades 1931 och hade omkring 600 medlemmar 2021. Av dessa var 30 procent utrikesfödda, många från  persisktalande länder.
Jehovas vittnen hade 2019 cirka 250 medlemmar i kommunen. I kommunen finns också: 
- Skellefteå moské[14] (Skellefteå Islamisk kulturcenter)

- Equmeniakyrkan (tidigare Skellefteå missionsförsamling[15])[16]
- Evangelisk-Lutherska bekännelsekyrkan[17]
- Frälsningsarmén[18]
- Evangeliska Frikyrkan (Betania)[19]
- Afrikas horn ortodoxa församling[20]
- Eritrean ortodox tewahdo medhanialem Skellefteå[21][22]

## Religiösa byggnader

### Kyrkor

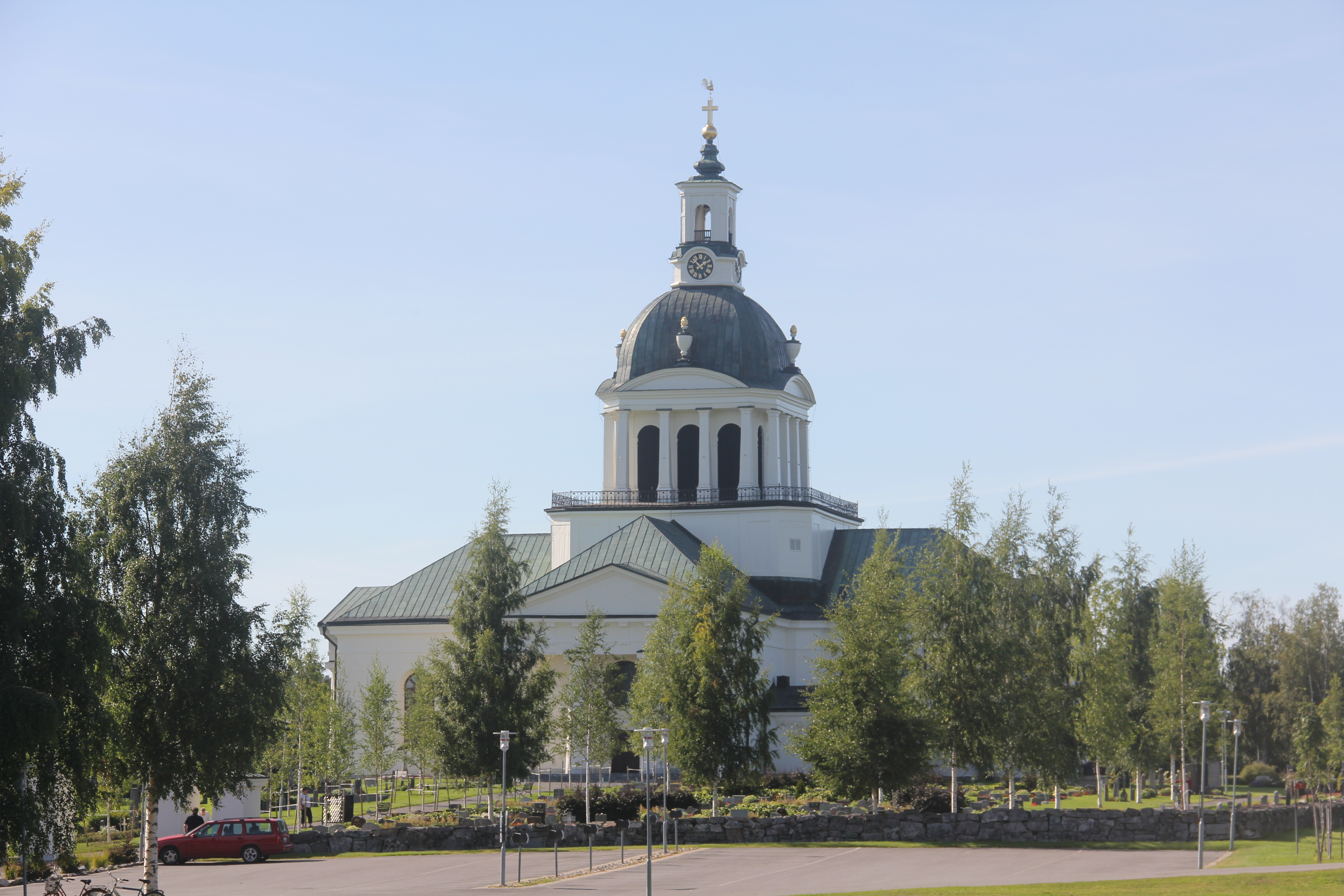
Skellefteå landskyrka.

Bland kyrkor märks Skellefteå landsförsamlings kyrka med anor från 1500-talet. Den uppges vara en av de största landskyrkorna i Sverige.
| Kyrka                                                         | Samfund               | Byggnadsår | Ort                    | Typ                         |
| ------------------------------------------------------------- | --------------------- | ---------- | ---------------------- | --------------------------- |
| Alhemskyrkan                                                  | Svenska kyrkan        | 1962       | Morön, Skellefteå      |                             |
| Anderstorps kyrka                                             | Svenska kyrkan        | 1976       | Anderstorp, Skellefteå | Stadsdelskyrka              |
| Bergsbykyrkan                                                 | Svenska kyrkan        |            | Bergsbyn               |                             |
| Bolidens kyrka                                                | Svenska kyrkan        | 1960       | Boliden                | Församlingskyrka            |
| Brukskyrkan                                                   | Pingstkyrkan          |            | Ursviken               |                             |
| Bureå kyrka                                                   | Svenska kyrkan        | 1920       | Bureå                  | Församlingskyrka            |
| Burträsks kyrka                                               | Svenska kyrkan        | 1949       | Burträsk               |                             |
| Bygdsiljums kyrka                                             | Svenska kyrkan        | 1924       | Bygdsiljum             |                             |
| Byske kyrka                                                   | Svenska kyrkan        | 1872       | Byske                  | Församlingskyrka            |
| EFS-kyrkan                                                    | EFS                   |            | Skellefteå             |                             |
| Equmeniakyrkan                                                | Equmeniakyrkan        |            | Skellefteå             |                             |
| Ersmarks kyrka                                                | Svenska kyrkan/EFS    | 1918       | Ersmark                |                             |
| Finnträsk kyrka                                               | Svenska kyrkan        | 1914–1915  | Finnträsk              |                             |
| Fällfors kyrka                                                | Svenska kyrkan        | 1913       | Fällfors               |                             |
| Kalvträsks kyrka                                              | Svenska kyrkan        | 1913       | Kalvträsk              | Centralkyrka                |
| Korskyrkan                                                    | Evangeliska frikyrkan |            | Byske                  |                             |
| Kåge kyrka                                                    | Svenska kyrkan        | 1924–26    | Kåge                   |                             |
| Kågedalens kyrka                                              | Svenska kyrkan        | 1932       | Kusmark                | Församlingskyrka            |
| Lövångers kyrka                                               | Svenska kyrkan        | 1507       | Lövånger               | Församlingskyrka            |
| Mobackenkyrkan                                                | EFS/Svenska kyrkan    |            | Mobacken, Skellefteå   | Samarbetskyrka              |
| Morö Backe kyrka                                              | Svenska kyrkan        | 1979       | Morö Backe, Skellefteå | Församlingskyrka            |
| Pingstkyrkan, Skellefteå                                      | Pingstkyrkan          |            | Skellefteå             |                             |
| Rikets sal                                                    | Jehovas Vittnen       |            | Hedensbyn              |                             |
| Sankt Mikaels kyrka                                           | Svenska kyrkan        | 1960       | Jörn                   | Församlingskyrka            |
| Sankt Olovs kyrka                                             | Svenska kyrkan        | 1927       | Skellefteå             | Stadskyrka                  |
| Sankt Örjans kyrka                                            | Svenska kyrkan        | 1935       | Skelleftehamn          |                             |
| Sankta Maria katolska kyrka (Tidigare Sjungande Dalens kyrka) | Katolska kyrkan       |            | Sjungande Dalen        |                             |
| Skellefteå landsförsamlings kyrka                             | Svenska kyrkan        | 1500-talet | Skellefteå             | Landskyrka                  |
| Söderkyrkan                                                   | Svenska kyrkan/EFS    |            | Sunnanå                | Samarbetskyrka              |
| Ursvikens kyrka                                               | Svenska kyrkan        | 1912       | Yttre Ursviken         | Ursprungligen sjömanskapell |
| Österjörns kyrka                                              | Svenska kyrkan        | 1855–1857  | Jörn                   | Församlingskyrka            |

### Bönhus
| ”                            | Bönhusen utgör en viktig del av länets kulturhistoria. De är också en betydelsefull pusselbit i förståelsen av den västerbottniska folksjälen. | „ |
| – Bo Sundin, länsantikvarie, | |   |

Bönhusen är en rest efter väckelserörelsen  och de flesta uppfördes i slutet av 1800-talet eller början av 1900-talet.
Enligt uppgifter från 2006 fanns totalt 84 bönhus i Skellefteå kommun. Driften av dessa finansierades då delvis genom bidrag från kommunen. Det är inte fastställt hur många av dessa som fortfarande används som bönhus.
| Bönhus                      | Samfund                                                      | Byggnadsår           | Ort             |
| --------------------------- | ------------------------------------------------------------ | -------------------- | --------------- |
| Berglidens bönhus           |                                                              |                      | Bergliden       |
| Bjurfors bönhus             | Svenska kyrkan                                               | 1940–1941            | Bjurfors        |
| Bjuråns bönhus              |                                                              | 1933                 | Bjurån          |
| Bodans bönhus               | Svenska kyrkan                                               | 1924                 | Bodan           |
| Bovikens bönhus             | Svenska kyrkan                                               |                      | Boviken         |
| Brännfors bönhus            |                                                              | 1923                 | Brännfors       |
| Bygdsiljums bönhus          |                                                              |                      | Bygdsiljum      |
| Drängsmarks bönhus          | EFS                                                          | 1933                 | Drängsmark      |
| EFS bönhus, Lövånger        |                                                              |                      | Lövånger        |
| Ersmarks bönhus             | Uleåborgsrörelsen                                            |                      | Ersmark         |
| Filadelfia bönhus, Lövånger | Filadelfiaförsamlingen                                       |                      | Lövånger        |
| Frostkåge bönhus            |                                                              |                      | Frostkåge       |
| Gummarks bönhus             | Svenska kyrkan                                               | 1925                 | Gummark         |
| Gärdsmarks bönhus           | Svenska kyrkan                                               | Början av 1890-talet | Gärdsmark       |
| Höksmark bönhus             |                                                              |                      | Hökmark         |
| Innerviks bönhus            | Svenska kyrkan                                               |                      | Innervik        |
| Kinnbäck bönhus             |                                                              |                      | Kinnbäck        |
| Klemensnäs bönhus           |                                                              | ca 1890              | Klemensnäs      |
| Kroksjöns bönhus            | Svenska kyrkan                                               |                      | Kroksjön        |
| Krångfors bönhus            | Svenska kyrkan                                               |                      | Krångfors       |
| Långsele bönhus             |                                                              |                      | Långsele        |
| Långvikens bönhus           | Svenska kyrkan                                               |                      | Långviken       |
| Medles bönhus               | Svenska kyrkan                                               |                      | Skellefteå      |
| Missenträsk bönhus          |                                                              | 1936                 | Missenträsk     |
| Myckles bönhus              | Svenska kyrkan                                               |                      | Myckle          |
| Moröns bönhus               | Svenska kyrkan                                               |                      | Morön           |
| Nedre Bäcks bönhus          |                                                              |                      | Nedre Bäck      |
| Norrlångträsk bönhus        |                                                              |                      | Norrlångträsk   |
| Nyholms bönhus              |                                                              | cirka 1915           | Nyholm          |
| Ostviks bönhus              | EFS                                                          |                      | Ostvik          |
| Ragvaldsträsks bönhus       | EFS                                                          | 1924                 | Ragvaldsträsk   |
| Renholmens bönhus           |                                                              | 1895                 | Renholmen       |
| Risböle bönhus              |                                                              | 1888                 | Risböle         |
| Rotsjöns bönhus             | Svenska kyrkan                                               | 1947                 | Rotsjön         |
| Röjnorets bönhus            | Svenska kyrkan                                               |                      | Röjnoret        |
| Sandfors bönhus             | Svenska kyrkan                                               |                      | Sandfors        |
| Sjöbottens bönhus           | Svenska kyrkan                                               |                      | Sjöbotten       |
| Sjöns bönhus                | Svenska kyrkan                                               | 1937                 |                 |
| Skråmträsk bönhus           | Svenska kyrkan                                               | Slutet av 1920-talet | Skråmträsk      |
| Stensträsk bönhus           |                                                              |                      | Stensträsk      |
| Storkågeträsk bönhus        | Svenska kyrkan                                               | 1936                 | Storkågeträsk   |
| Stortjärns bönhus           | Svenska kyrkan/EFS                                           |                      | Stortjärn       |
| Stämningsgårdens bönhus     | Svenska kyrkan                                               |                      | Stämningsgården |
| Svanströms bönhus           |                                                              | 1922                 | Svanström       |
| Svarttjärns bönhus          |                                                              |                      | Svarttjärn      |
| Sävenäs bönhus              | Sävenäs Missionsförening, senare överlämnad till Sävenäs EFS | 1922                 | Skelleftehamn   |
| Södra Hedensbyns bönhus     |                                                              |                      | Södra Hedensbyn |
| Tjärns bönhus               | Svenska kyrkan                                               |                      | Tjärn           |
| Uttersjöns bönhus           | EFS                                                          |                      | Uttersjöbäcken  |
| Varuträsk bönhus            | Svenska kyrkan                                               |                      | Varuträsk       |
| Villvattnets bönhus         |                                                              |                      | Villvattnet     |
| Ytterviks bönhus            |                                                              |                      | Yttervik        |
| Åbyns bönhus                |                                                              |                      | Åbyn            |
| Åbyns bönhus                |                                                              |                      | Åbyn            |
| Ålunds bönhus               |                                                              |                      | Ålund           |
| Önnesmarks bönhus           |                                                              |                      | Önnesmark       |
| Övre fäbolidens bönhus      | Svenska kyrkan                                               | Början av 1900-talet | Övre fäboliden  |

### Kapell
| Kapell               | Samfund                               | Byggnadsår | Ort           | Typ                            |
| -------------------- | ------------------------------------- | ---------- | ------------- | ------------------------------ |
| Edelviks kapell      | Svenska kyrkan                        | 1993       | Burträsk      | Hör till Edelviks folkhögskola |
| Ljusvattnets kapell  | Svenska kyrkan                        | 1940       | Ljusvattnet   |                                |
| S:t Andreas kapell   | Evangelisk-Lutherska bekännelsekyrkan | 1978       | Ursviken      |                                |
| S:ta Cecilias kapell | Svenska kyrkan                        | 1918       | Burträsk      | Gravkapell                     |
| Solviks kapell       | Svenska kyrkan                        |            | Frostkåge     | Hör till Solviks folkhögskola  |
| Sävenäs kapell       | Svenska kyrkan                        | 1970       | Skelleftehamn |                                |

### Moskéer
| Moské            | Samfund                          | Byggnadsår | Ort        | Typ |
| ---------------- | -------------------------------- | ---------- | ---------- | --- |
| Skellefteå moské | Skellefteå Islamisk kulturcenter |            | Skellefteå |     |